# Hermannia flammea
Hermannia flammea är en malvaväxtart som beskrevs av Nikolaus Joseph von Jacquin. Hermannia flammea ingår i släktet Hermannia och familjen malvaväxter. Inga underarter finns listade i Catalogue of Life.

## Bildgalleri

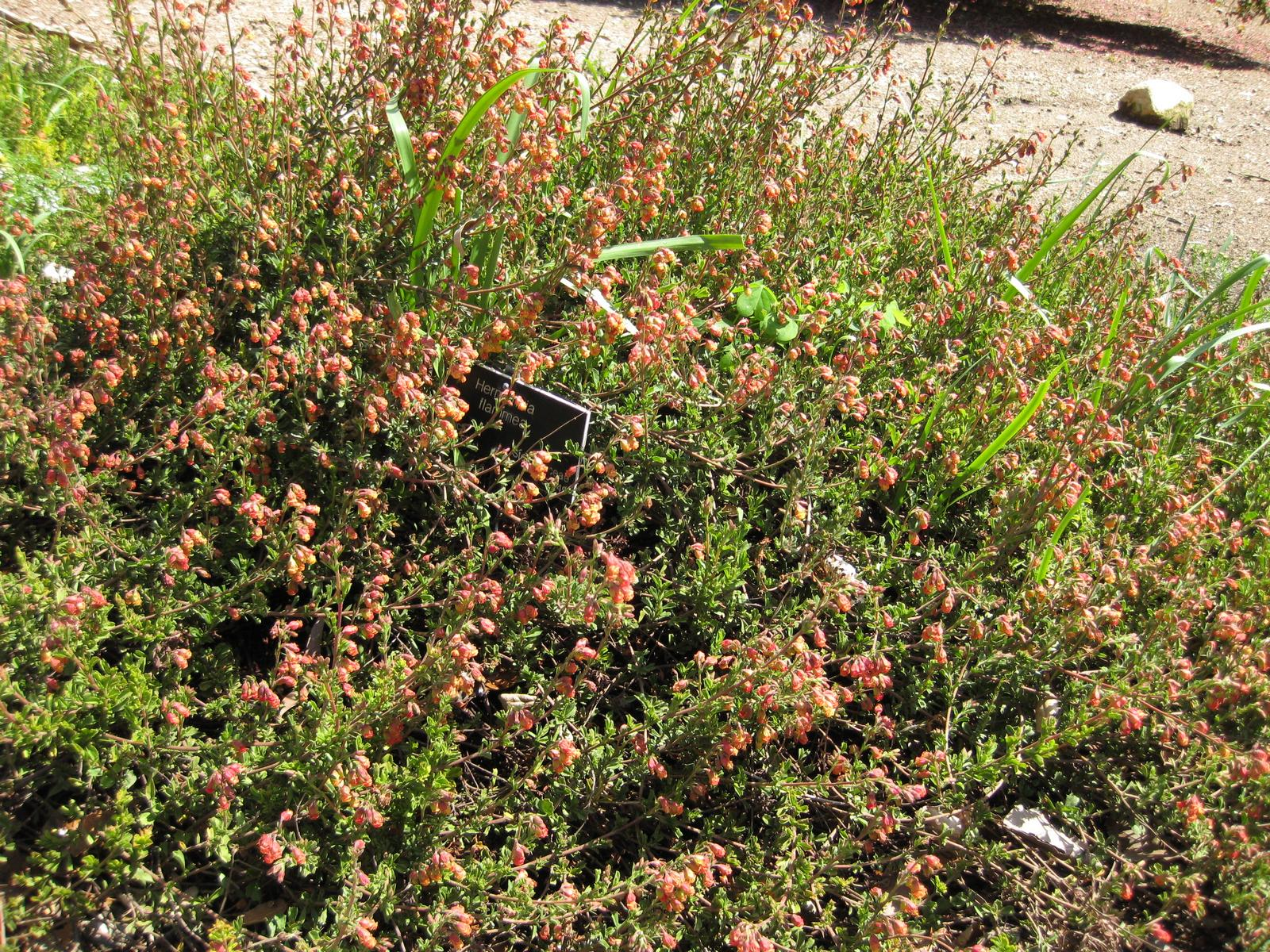
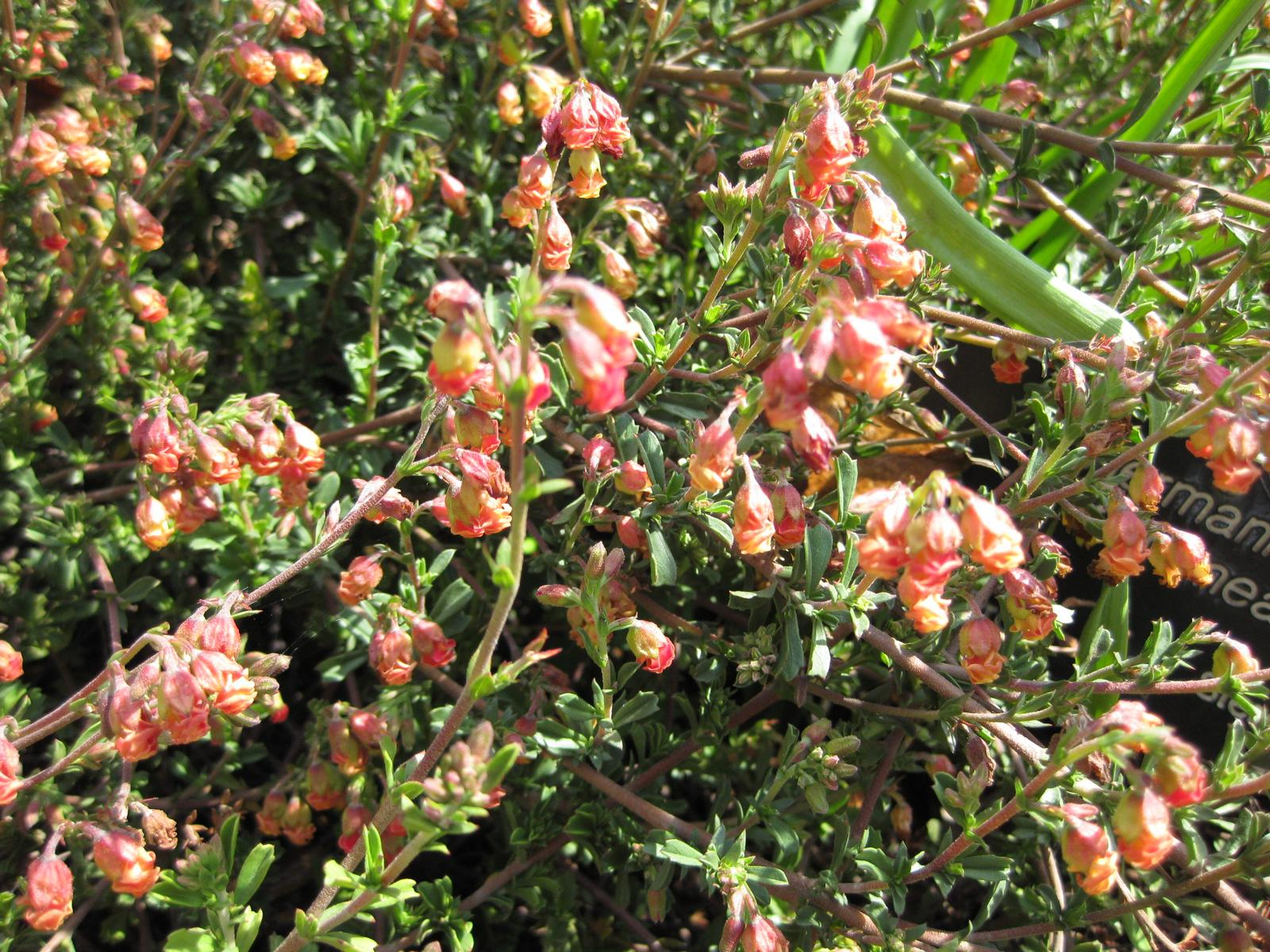
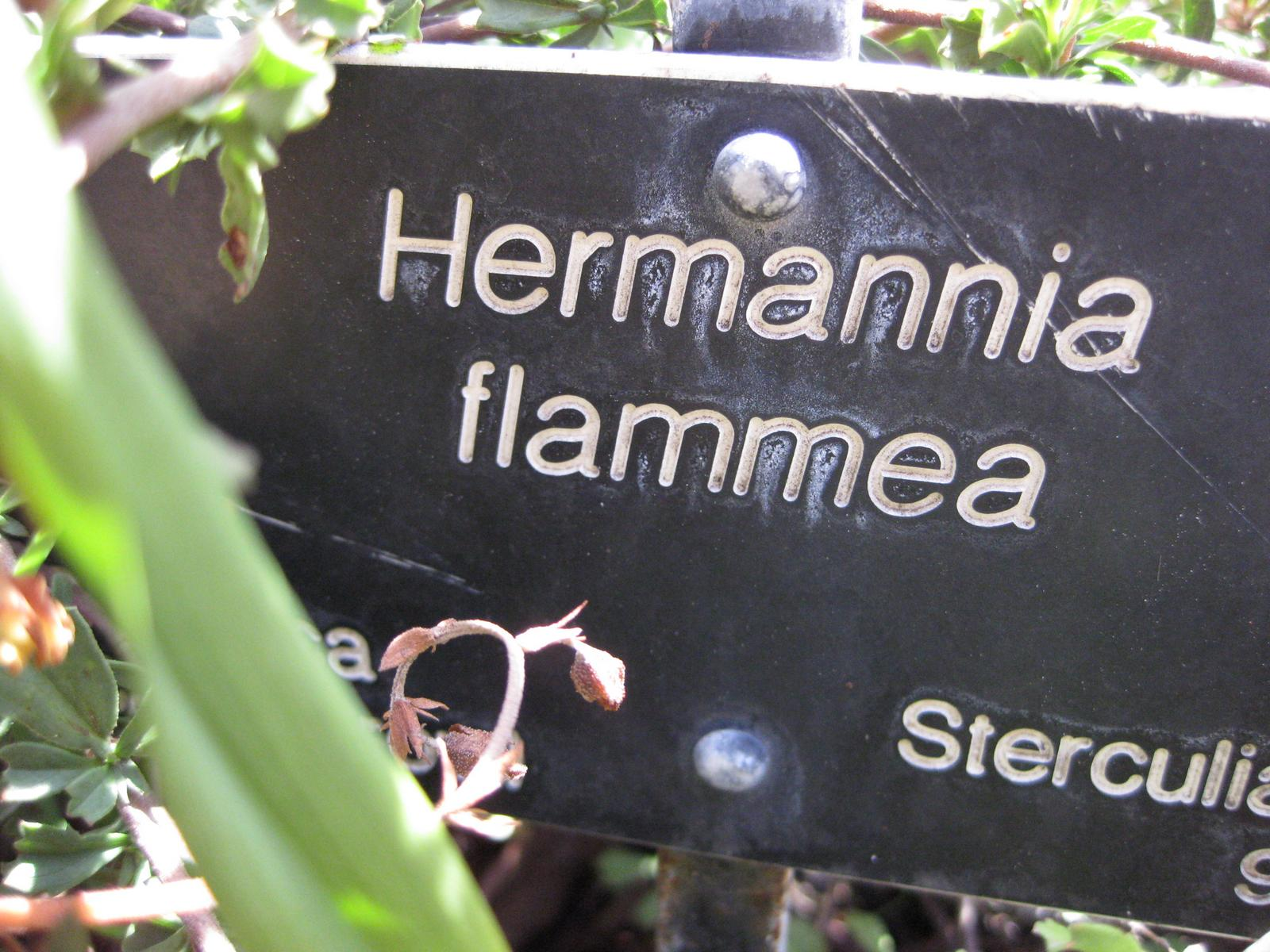
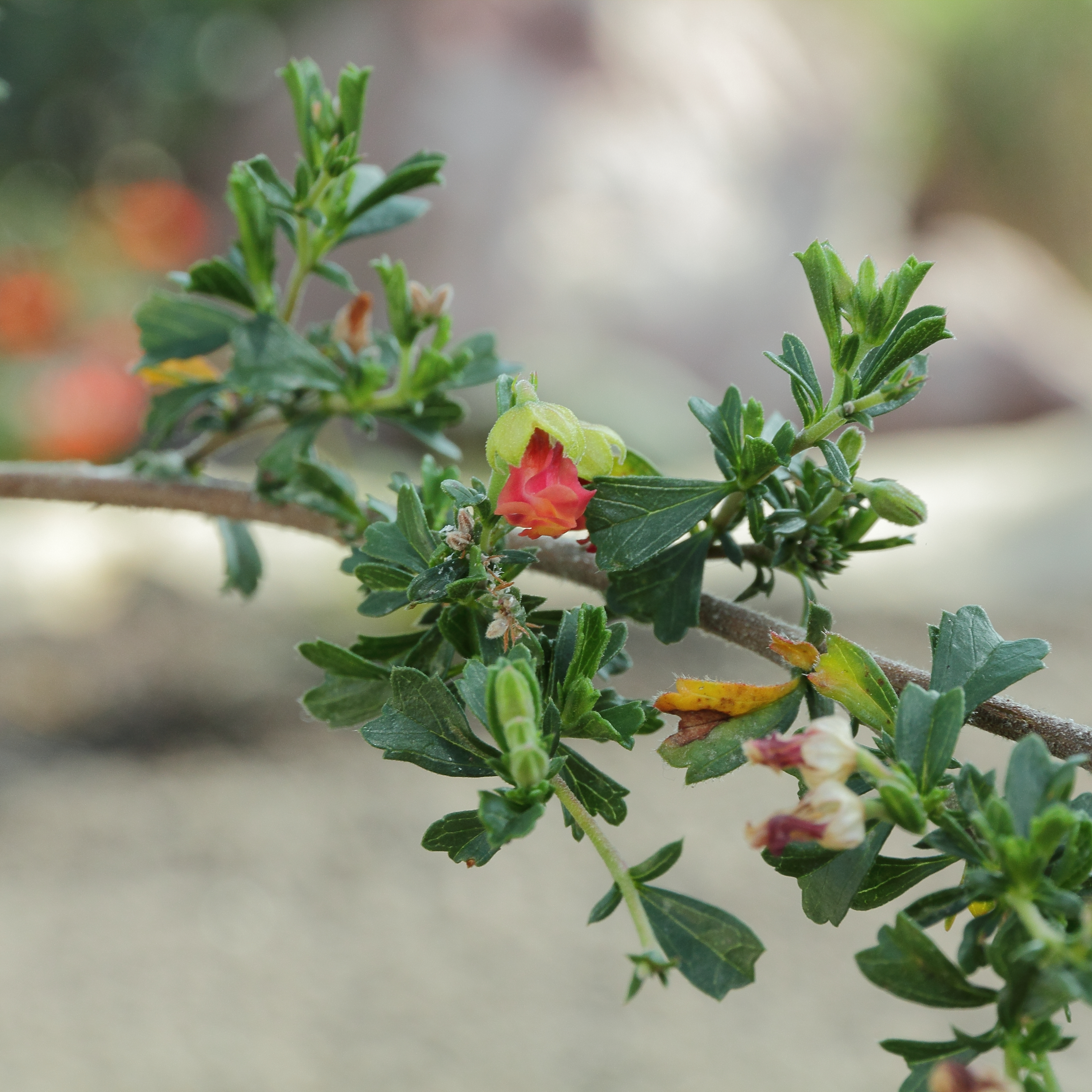
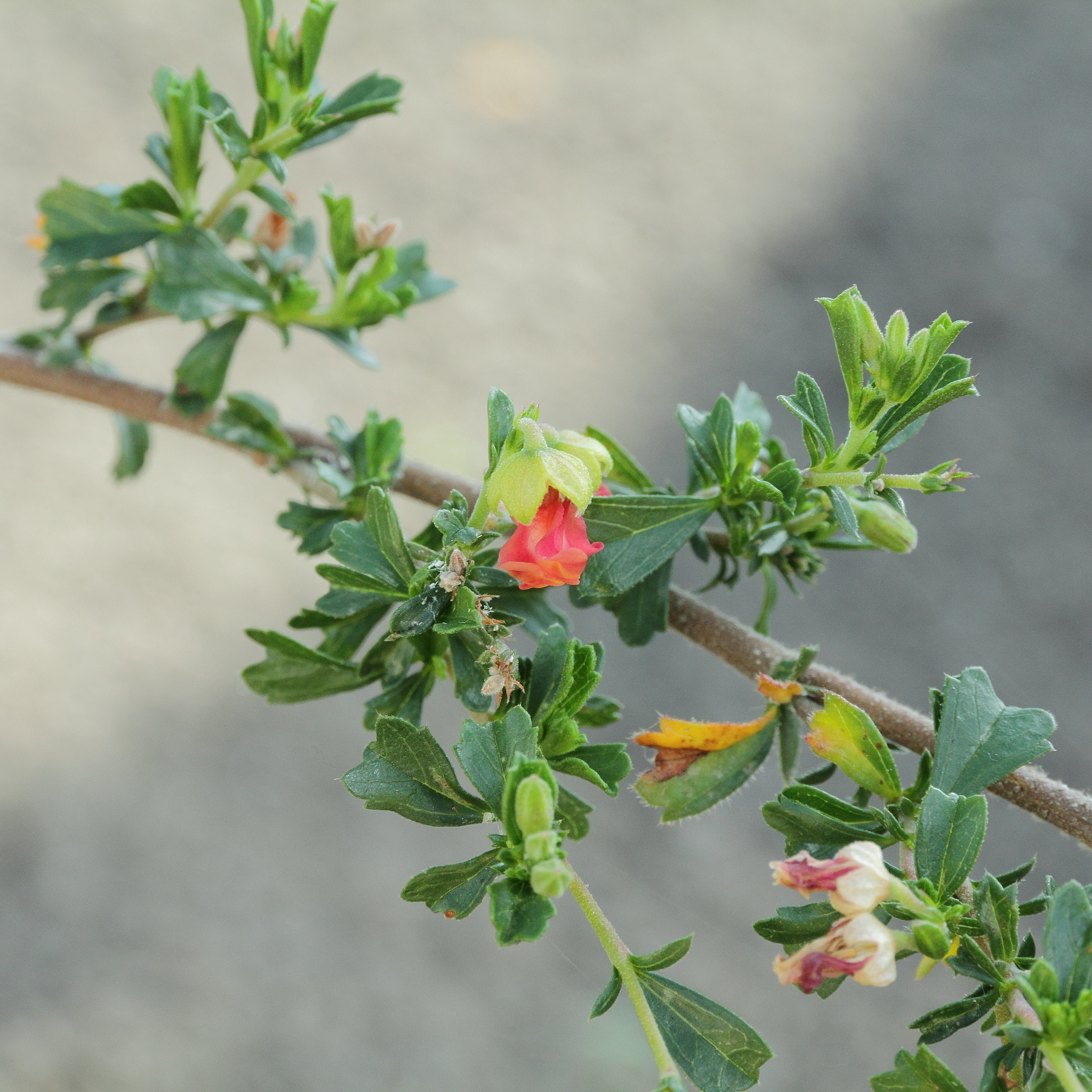